# 赵光达
赵光达（1939年10月24日—），男，陕西西安人，中国理论物理学家。

## 生平
1939年生于陕西西安。1963年毕业于北京大学物理系。2001年当选为中国科学院院士。北京大学教授。